# Гацуоло
Гацуоло (итал. Gazzuolo) је насеље у Италији у округу Мантова, региону Ломбардија.
Према процени из 2011. у насељу је живело 997 становника. Насеље се налази на надморској висини од 23 м.

## Становништво
| 1936. | 1951. | 1961. | 1971. | 1981. | 1991. | 2001. | 2011. |
| ----- | ----- | ----- | ----- | ----- | ----- | ----- | ----- |
| 3.938 | 3.877 | 3.264 | 2.904 | 2.825 | 2.586 | 2.462 | 2.392 |